# 운두령
운두령(雲頭嶺)은 강원특별자치도 평창군 용평면과 홍천군 내면의 경계에 있는 고개로 높이는 해발 1086m로 현재 대한민국 국도 최고 지점이다. 국도 제31호선(양구~기장)이 통과하며 운두령 북동쪽에는 계방산, 남쪽에는 이승복기념관이 있다.
한강기맥(오대산~두물머리)이 통과한다.